# 弥富市歴史民俗資料館

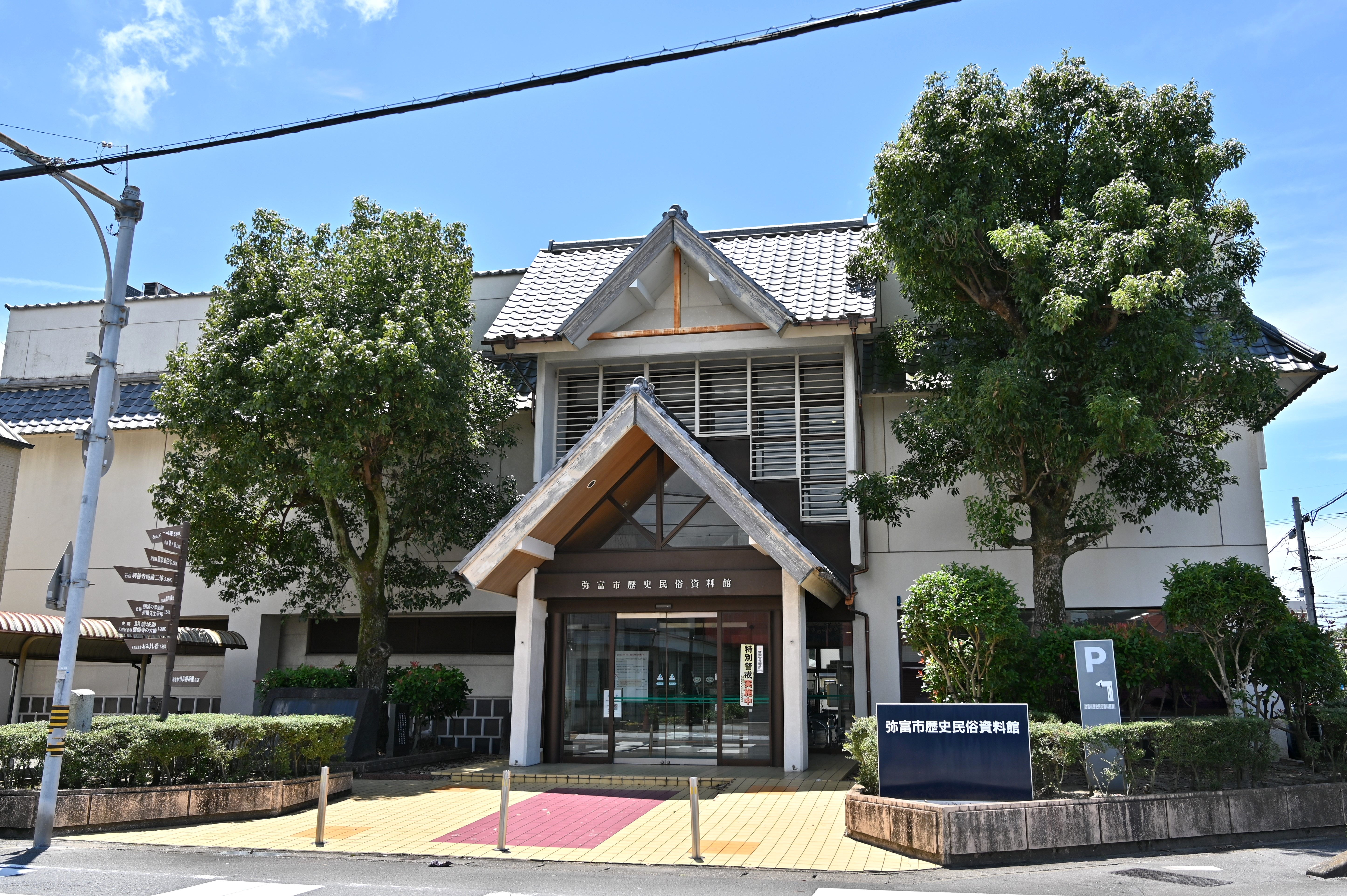
弥富市前ケ須町野方にあった旧館

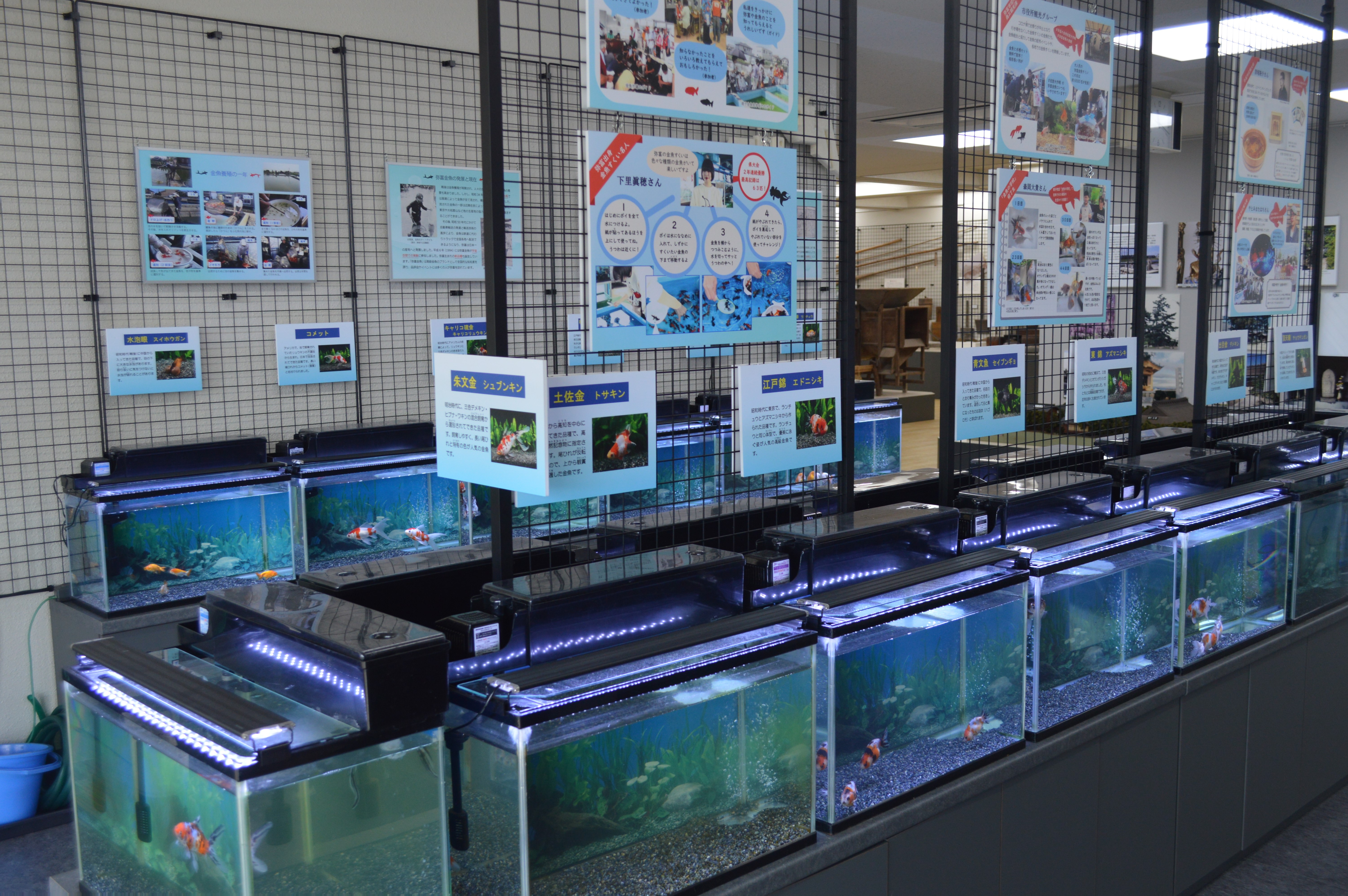
弥富金魚の展示水槽

弥富市歴史民俗資料館（やとみしれきしみんぞくしりょうかん）は、愛知県弥富市前ケ須町南本田347にある博物館（資料館）。弥富まちなか交流館内にあり2022年（令和4年）に移転した。

## 歴史

### 前史
資料館の開設時は弥富市前ケ須町野方にあった。この場所はもとは1892年（明治25年）にそれまで津島町に置かれていた海西郡役所が弥富町に移転した場所であった。1913年（大正2年）に海西郡と海東郡が合併して海部郡が発足すると海西郡役所は廃止され、海西郡役所の建物は弥富町役場に転用された。

### 単独館時代（1991年～2022年）
1966年（昭和41年）に弥富町役場が別地点に移転すると、その跡地に1971年（昭和46年）に弥富町中央公民館が新築された。1991年（平成3年）5月には中央公民館を増改築し弥富町歴史民俗資料館が開館した。2006年（平成18年）4月1日に弥富町と十四山村が合併して弥富市が発足し、弥富市歴史民俗資料館に改称した。

### 弥富まちなか交流館時代（2022年～）
2022年（令和4年）2月には移転準備のための長期休館に入り、2022年（令和4年）4月1日に弥富まちなか交流館（旧称は弥富市役所図書館棟）1階の保健センター跡に開館した。

## 展示
愛知県弥富市は奈良県大和郡山市と並ぶ金魚の産地（弥富金魚）である。人気のあるワキン、リュウキン、ランチュウなど、珍しいとされるアルビノリュウキン、ピンポンパールなど、1996年（平成8年）に弥富市で作出されたサクラニシキなどを展示している。
弥富市は金魚のほかに白文鳥の産地としても知られており、日本唯一の特産地となっている。資料館では金魚と白文鳥の歴史を紹介している。2018年（平成30年）5月15日には弥富市歴史民俗資料館の職員として1羽の文鳥が採用され、先輩学芸員（人間）とともに来館者対応を行っている。金魚と白文鳥のほかには、水郷地帯ならではの農業や海苔養殖の歴史なども紹介している。

### 金魚と文鳥の展示

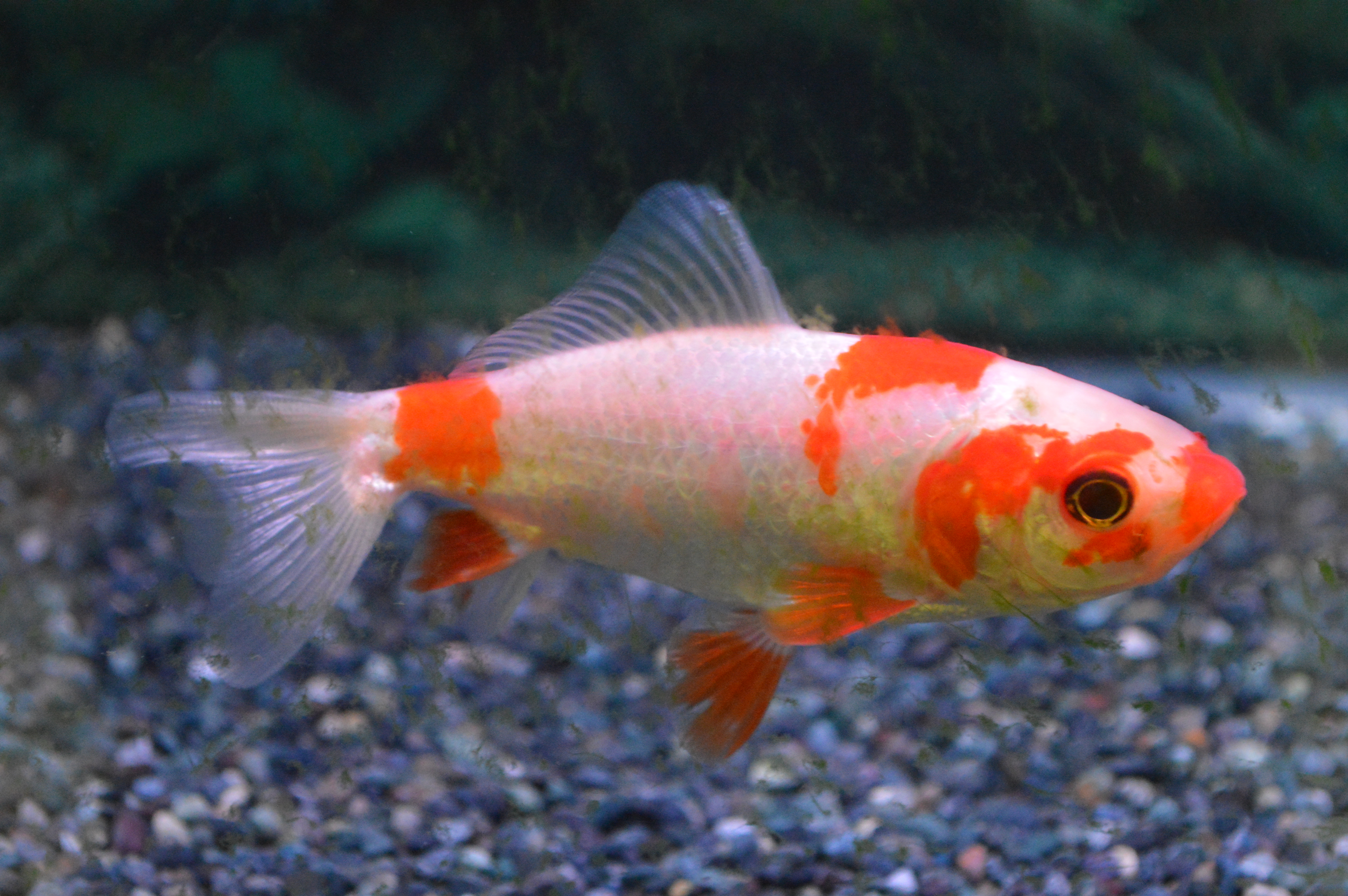
ワキン
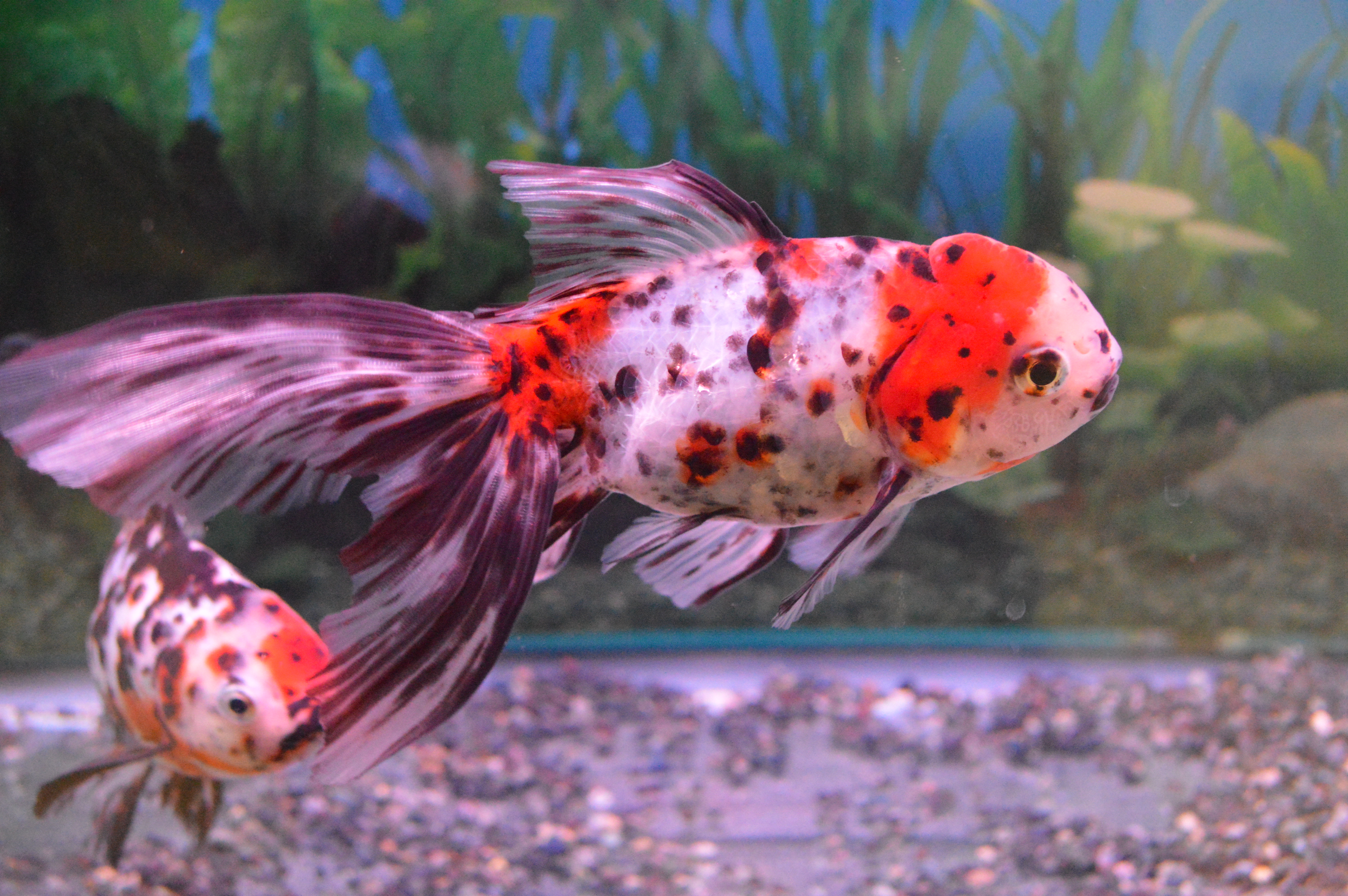
アズマニシキ
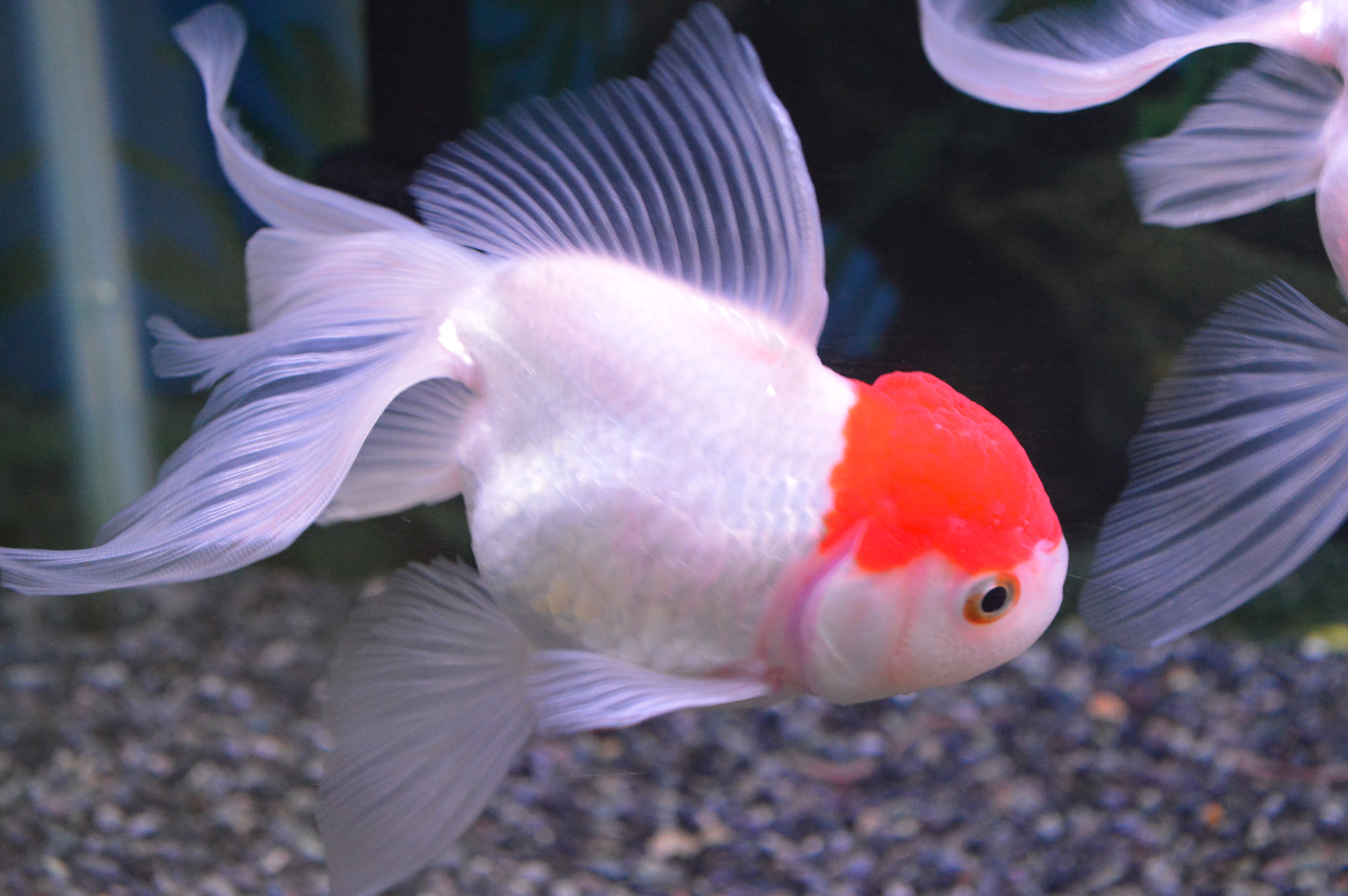
タンチョウ
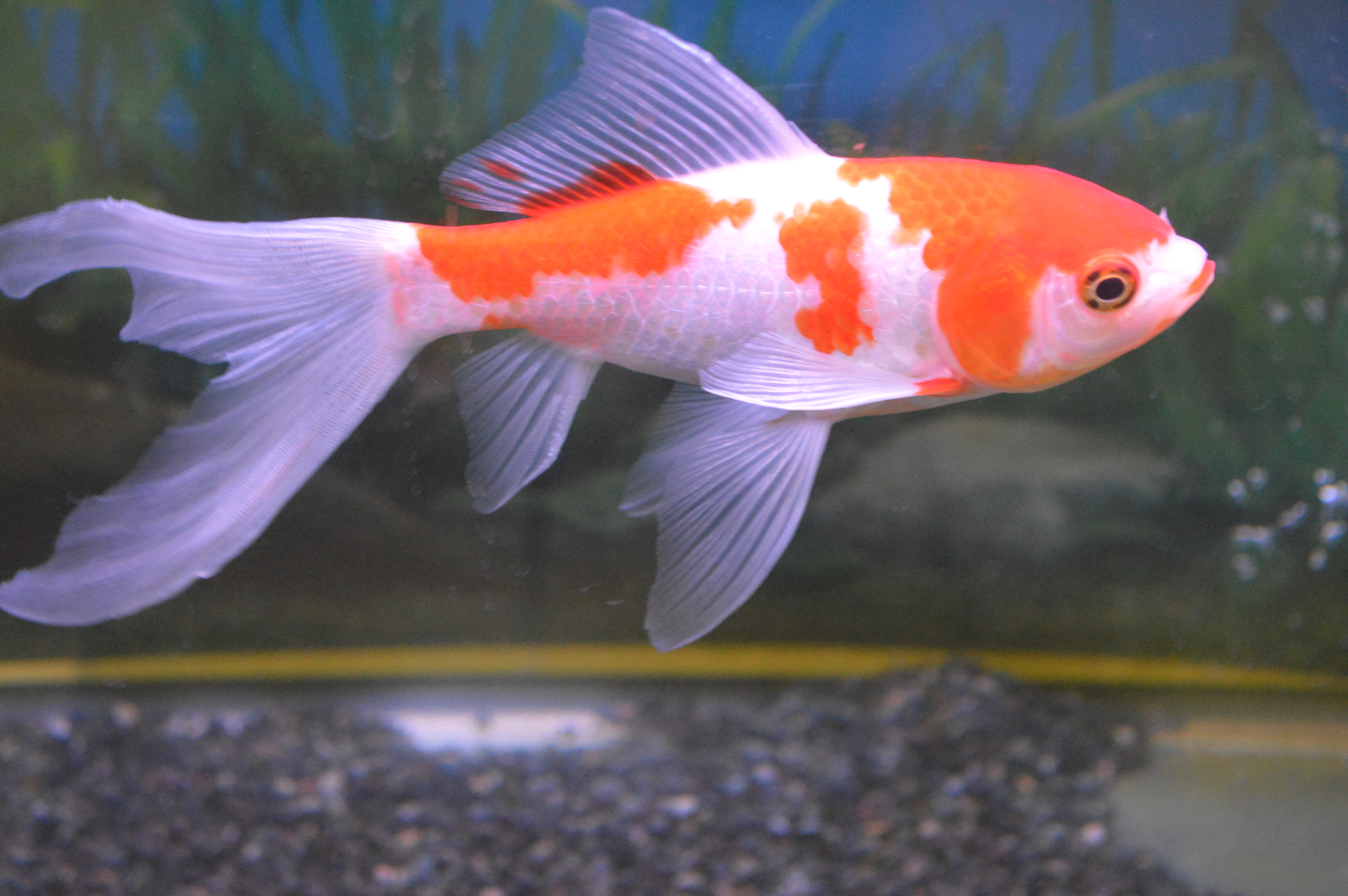
コメット
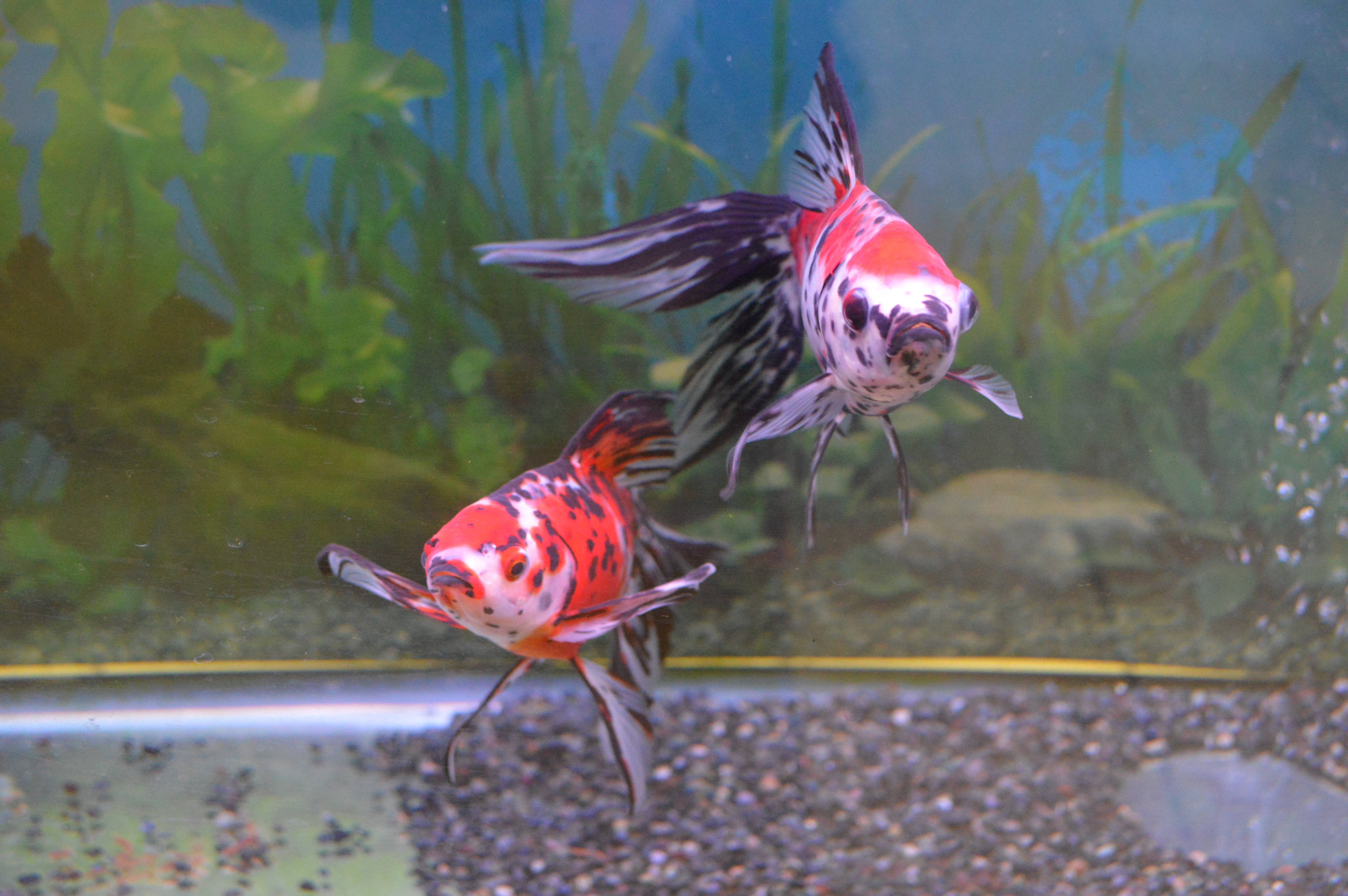
シュブンキン
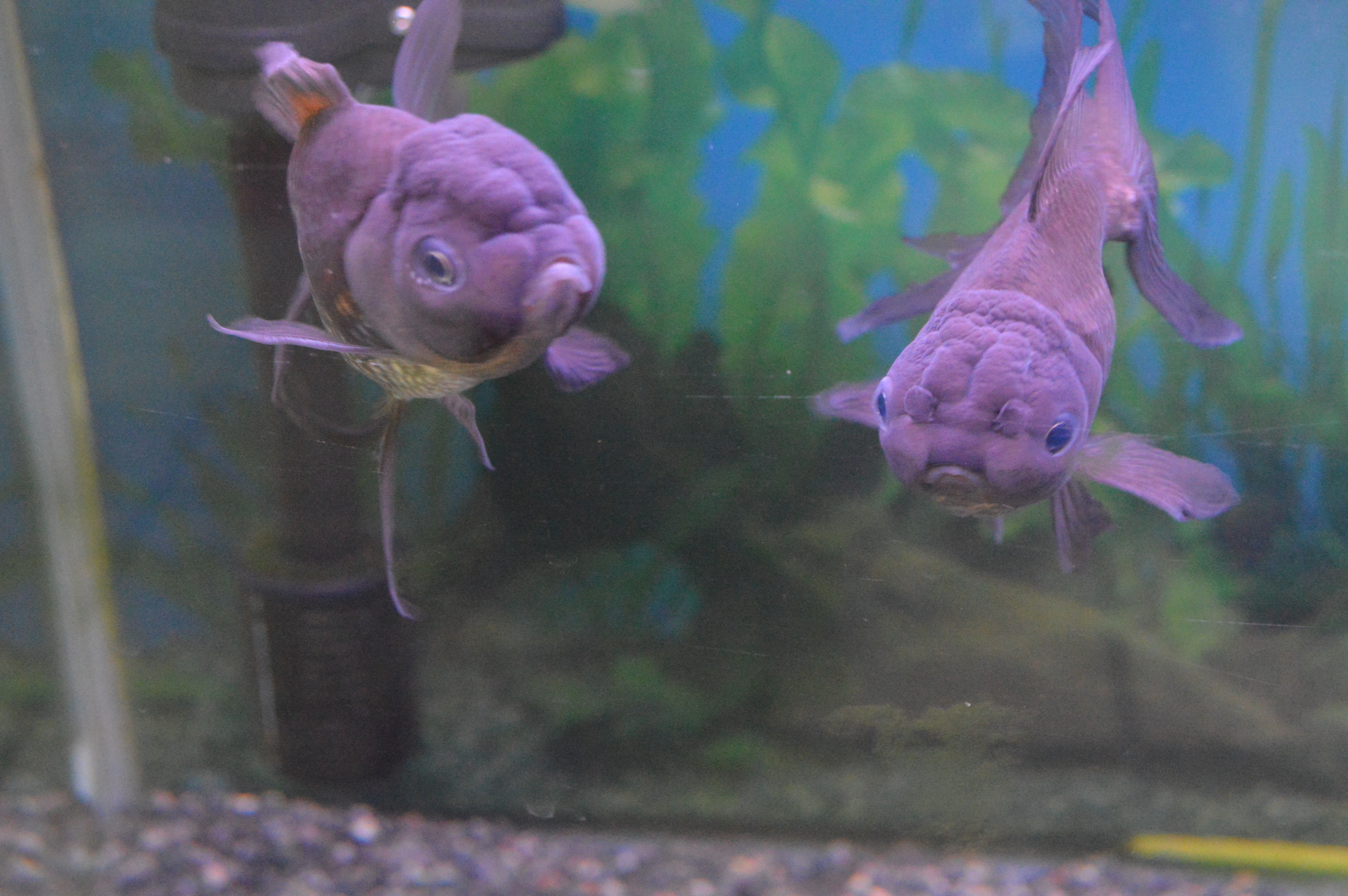
セイブンギョ
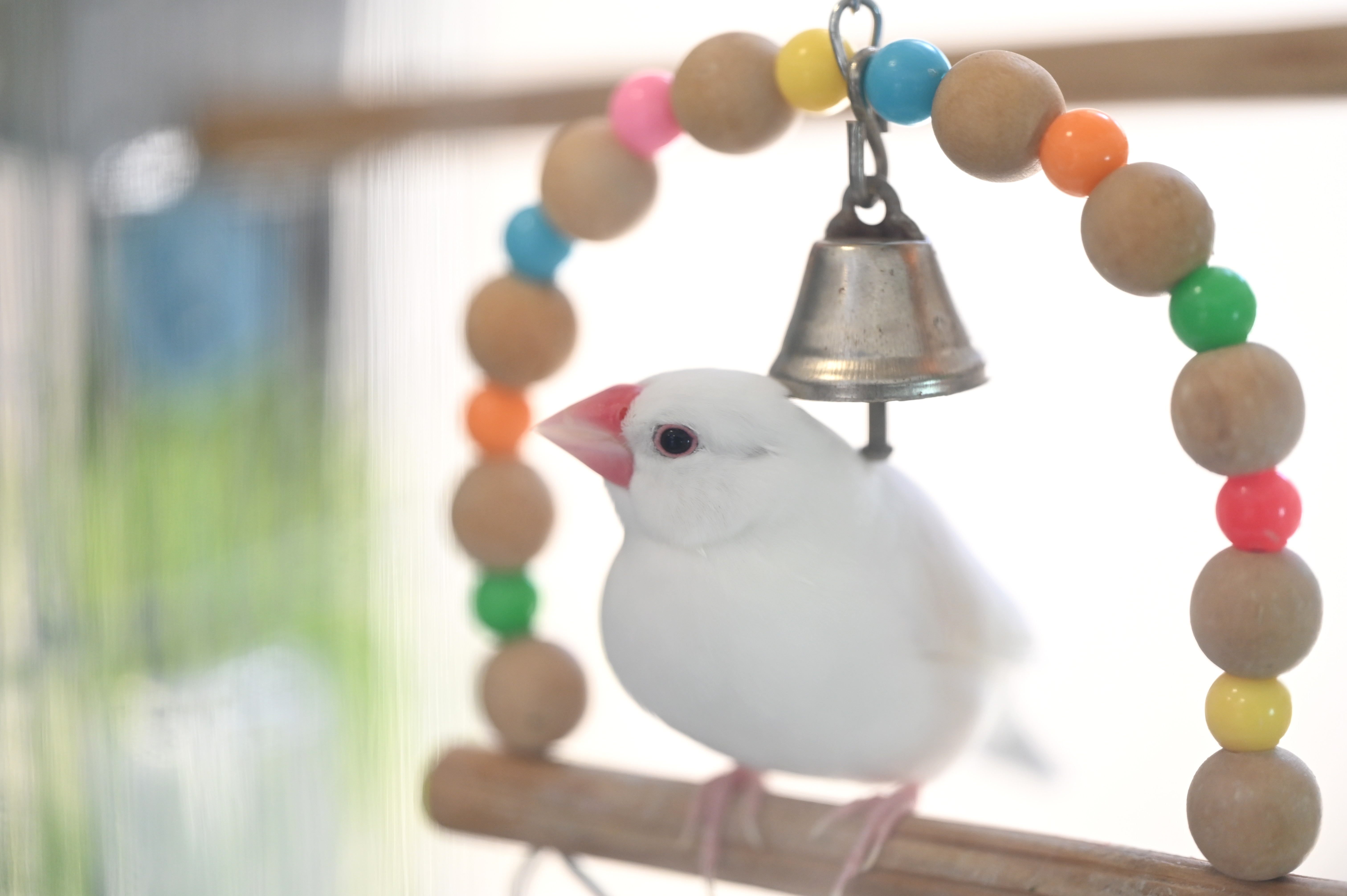
文鳥学芸員のぶんちゃん（白文鳥）

## 利用案内
- 入館料 - 無料
- 開館時間 - 9時から17時
- 休館日 - 毎週月曜日、年末年始

## 交通アクセス
- JR関西本線 弥富駅・名鉄尾西線 弥富駅・近鉄名古屋線 近鉄弥富駅から徒歩で約10分。